# Borgo Priolo
Borgo Priolo är en ort och kommun i provinsen Pavia i regionen Lombardiet i Italien. Kommunen hade 1 458 invånare (2018).